# دلي تنغو العليا (مارغون)
دلي تنغو العلیا (بالفارسية: دلی تنگو علیا) هي قرية تقع في إيران في قسم مارغون الريفي.